# Seoul Broadcasting System
Seoul Broadcasting System (SBS) (hangul: 에스비에스; rr: Eseubieseu; em português:  Sistema de Radiodifusão de Seul) é uma rede de rádio e televisão nacional na Coreia do Sul. Em março de 2000, a empresa tornou-se legalmente conhecida como SBS, mudando seu nome corporativo de Seoul Broadcasting System (hangul: 서울방송; rr: Seoul Bangsong).  Forneceu serviço de televisão digital terrestre no formato ATSC desde 2001 e o serviço T-DMB (Digital Multimedia Broadcasting) desde 2005. Sua principal estação de televisão terrestre é a SBS TV canal 6 para digital e cabo.

## História
Após a reforma democrática sul-coreana de 1987, o governo decidiu criar uma nova emissora comercial na Coreia do Sul. Eventualmente, a MBC foi um porta-voz da KBS para transmitir eventos esportivos como a Copa do Mundo FIFA de 1986 e no entanto, o objetivo da nova emissora comercial da Coreia do Sul tornou-se um canal alternativo para o público antes de 1990, dominado pela MBC. Então, durante a separação da MBC da KBS, o governo a sucedeu e, com isso, introduziu uma nova emissora comercial sul-coreana chamada SBS. De acordo com a National Pension Service, a SBS é a segunda emissora comercial da Coreia do Sul depois da MBC, e foi fundada em 14 de novembro de 1990, quando o governo permitiu a criação de uma segunda estação comercial em Seul. Ao mesmo tempo, durante a sua criação, a SBS começou a marcar o início com o início de suas emissões experimentais de demonstração e, posteriormente, iniciou suas transmissões de teste para seus canais de TV e rádio em 1º de dezembro de 1990, naquele mesmo ano. Mais tarde, em 20 de março de 1991, a SBS iniciou suas transmissões regulares lançando as primeiras transmissões regulares da SBS Radio em AM 792kHz. 9 meses depois, em 1º de dezembro de 1991, nesse mesmo ano, quando a MBC celebrou seu 30º aniversário, a SBS iniciou suas transmissões oficiais com a introdução da SBS TV às 10:00 horas em Seul, e foi designada como "O Dia do Nascimento da SBS", mas inicialmente, a SBS estava apenas transmitindo terrestre em Seul e arredores. Em 9 de outubro de 1992, o governo começou a aceitar inscrições para emissoras privadas em outras regiões do país. A SBS planejou uma rede de afiliados de transmissão de rádio e televisão que pretende transmitir os programas da SBS em outros novos canais regionais antes do seu 5º aniversário. Em 1994, os canais privados KNN em Busan, TJB em Daejeon, TBC em Daegu e kbc em Gwangju foram criados após a aprovação do governo. Em 14 de maio de 1995, a SBS lançou sua rede nacional de televisão com suas novas afiliadas locais, KNN, TJB, TBC e kbc. A SBS havia administrado uma rede que exibe os programas da SBS em outros canais regionais, enquanto as estações locais criavam a programação local para atender às necessidades dos residentes locais.
Em 1996, os planos para uma estação de rádio FM para complementar a estação AM existente são realizados. Em 14 de novembro de 1996, o SBS Power FM começou a transmitir em 107.7 MHz como uma estação centrada na música. Em 4 de janeiro de 1999, a original SBS Radio em AM 792 kHz começou a transmitir também em FM. A estação foi rebatizada como SBS Love FM em 103.5 MHz, transmitindo simultaneamente em ambas as freqüências AM e FM. A televisão digital de alta definição foi introduzida em 2001. A Digital Multimedia Broadcasting (DMB) foi introduzida em 2005.
A SBS introduziu seu logotipo atual em 14 de novembro de 2000, após as comemorações do 10º aniversário para garantir a coerência geral da identidade atual. O logotipo da SBS tem três embriões colocados em um círculo do modelo, onde três cores são usadas para representar o símbolo da filosofia de gestão orientada para o futuro, cultural e criativa, mostrando que a 'vida' e 'as sementes da civilização' centrou-se no tema da SBS. A marca da SBS é usada em todos os setores, como veículos, microfones, envelopes, cartões de visita, recordações, helicópteros, cartazes, ganpanryu, seosikryu, uniformes, títulos de programas, etc. A SBS também usou o slogan "Humanism thru Digital" até janeiro de 2010. onde um novo slogan é usado atualmente. Gomi é a mascote da SBS-oriented como a nova face do 'Humanismo através Digital' através da harmonia da natureza e da vida humana, onde o ambiente verde é importante. Em 29 de outubro de 2012, a SBS TV se tornou o segundo canal da Coreia do Sul a funcionar 24 horas por dia.
O slogan publicitário atual da rede é Together, we make delight (Juntos, fazemos prazer) (함께 만드는 기쁨), como usado em um novo vídeo de identificação de estação com We Can Be Anything do rapper apl.de.ap como música de fundo.

## Canais de televisão
| Logótipo | Canal       | Descrição | Fundação                         |
| -------- | ----------- | --- | -------------------------------- |
|          | SBS TV      | O principal canal da Seoul Broadcasting System. Notícias, esportes, entretenimento e drama.                             | 9 de dezembro de 1991 (33 anos)  |
|          | SBS Plus    | Canal de drama e entretenimento.                                                                                        | 16 de setembro de 2000 (24 anos) |
|          | SBS Golf    | Canal profissional de golfe.                                                                                            | 1 de junho de 1999 (26 anos)     |
|          | SBS funE    | Canal de variedades e entretenimento.                                                                                   | 1 de janeiro de 2009 (16 anos)   |
|          | SBS Sports  | Canal de esportes. | 1 de janeiro de 2014 (11 anos)   |
|          | SBS Biz     | Canal de notícias de negócios.                                                                                          | 1 de janeiro de 2021 (4 anos)    |
|          | SBS F!L     | | 1 de outubro de 2019 (5 anos)    |
|          | SBS F!L UHD | |                                  |
|          | SBS M       | Canal de música. | 1 de novembro de 2011 (13 anos)  |
|          | KiZmom      | Canal infantil. | 1 de novembro de 2011 (13 anos)  |
|          | One         | Canal de televisão do sudeste asiático, pertencente e operado pela KC Global Media Asia, em colaboração com a emissora. | 2010 (15 anos)                   |

## Estações de rádio
| Logótipo | Estação      | Descrição | Canais  | Fundação                                                               |
| -------- | ------------ | --- | ------- | ---------------------------------------------------------------------- |
|          | SBS Love FM  | Música trote, K-pop e notícias. | FM e AM | 20 de março de 1991 (34 anos) (AM) 1 de janeiro de 1999 (26 anos) (FM) |
|          | SBS Power FM | Estação de rádio de música K-pop. | FM      | 14 de novembro de 1996 (28 anos)                                       |
|          | SBS V-Radio  | Uma estação de rádio que transmitia principalmente programas encomendados da SBS Love FM e SBS Power FM, juntamente com alguma programação original. |         | 1 de dezembro de 2005 (19 anos)                                        |

## Empresas familiares
| Nome                                    | Descrição |
| --------------------------------------- | --- |
| SBS Media Holdings                      | Empresa-mãe da SBS |
| SBS International, Inc.                 | Opera a SBS America e em breve no Reino Unido. |
| SBS Academy                             | Treina e gerencia funcionários |
| SBS Artech                              | Fornece suporte criativo |
| SBS Newstech                            | Fornece tecnologia da informação |
| SBS Contents Hub                        | Distribui mídia on-line |
| SBS Culture Foundation                  | Fornece suporte para transmissão e inovação cultural |
| Seoam Foundation                        | Fornecer bolsas de estudo para pessoas merecedoras |
| SBS Medianet                            | Opera os canais de cabo de SBS Biz, SBS Plus, SBS Sports, SBS Golf e SBS funE |
| SBS Indonesia (SBS e Lejel Group)       | Opera os canais de cabo de SBS-In e SBS Shop |
| StudioS (anteriormente The Story Works) | Fornece produção de drama interna |
| Vlending Co., Ltd. (SBS e MBC)          | Fornece distribuição de música |
| SBS Phoenix TV18                        | Um planejamento de primeiro carro-chefe da SBS livre para ar chinês e canal de entretenimento Hindi, incluindo Phoenix TV e Viacom 18. Cada 3 canais populares, todos os canais de legendas com coreano. |

## Regional
| Canal | Nome corporativo                                 | Região de transmissão                | Desde                  |
| ----- | ------------------------------------------------ | ------------------------------------ | ---------------------- |
| SBS   | Seoul Broadcasting System                        | Seul                                 | 14 de novembro de 1990 |
| KNN   | Korea New Network                                | Busan e Gyeongsang do Sul            | abril de 1994          |
| TJB   | Taejon Broadcasting Corporation                  | Daejeon, Sejong e Chungcheong do Sul | 9 de abril de 1994     |
| JIBS  | Jeju Free International City Broadcasting System | Jeju                                 | 10 de abril de 1994    |
| TBC   | Taegu Broadcasting Corporation                   | Daegu e Gyeongsang do Norte          | 10 de agosto de 1994   |
| kbc   | Kwangju Broadcasting Corporation                 | Gwangju e Jeolla do Sul              | 10 de agosto de 1994   |
| CJB   | Cheongju Broadcasting                            | Chungcheong do Norte                 | 5 de julho de 1996     |
| ubc   | Ulsan Broadcasting Corporation                   | Ulsan                                | 4 de setembro de 1996  |
| JTV   | Jeonju Television                                | Jeolla do Norte                      | 25 de janeiro de 1997  |
| G1    | Gangwon No.1 Broadcasting                        | Gangwon                              | 16 de novembro de 1999 |

## Logotipos

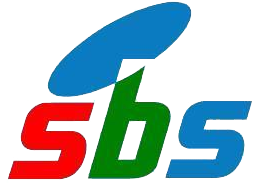
Primeiro logotipo (de 14 de novembro de 1990 a 18 de setembro de 1994)
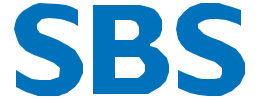
Segundo logotipo (de 19 de setembro de 1994 a 13 de novembro de 2000)
Terceiro e atual logotipo (desde 14 de novembro de 2000)
Logotipo de texto